# Битка код рта Свети Винсент (1797)

## Ситуације пред битку
Крајем XVIII века Велика Британија се нашла у великој опасности јер је њена морнарица била сама против савеза Шпаније и Француске. Француска је намеравала да пребаци војску на Британско острво, али је први покушај пропао услед неспособности француских посада и слабе спреме особља, што је било непосредна последица укидања поморских школа после француске револуције. Поред тога је упркос високом моралу посада дисциплина била слаба, а то се неповољно одразило стварајући недер и дезорганизацију.
Након потписаног мира са Француском 1795. године и ступањем у рат на њеној страни Шпанија је својом флотом значајно ојачала положај Француске у Средоземном мору. Међутим, због планирања поновог и јачег десанта на Велику Британију као и на инсистирање Директоријума, Шпанија је упутила из Тулона у Брест флоту од 23 линисјка брода, под командом адмирала Хозеа де Кордове. Због те промене снага у корист Француске, Велика Британија је била присиљена да своју Средоземну флоту, под заповедништвом адмирала Џона Џарвиса повуче из Средоземног мора и пребазира у Лисабон да би за себе сачувала Португал и блокирала Кадиз.
Спречавање доласка шпанске флоте било је од највеће важности, јер би њеним доласком у Брест савезници Французи располагали са 50 бојних бродова према 30 са којима је располагала енглеска ескадра у Ла Маншу.

## Битка
14. фебруара 1797. године, у зору, при западно ветру и сумаглици, адмирал Џарвис је открио шпанску флоту која је испловила кроз Гибралтарски мореуз у Атлантски океан. Свестан важнсто спречавања сједињавања шпанске и француске флоте, а како је био тачно информисан о њеној јачини, одлучио се да користи могућност удара на одвојене делове шпанских снага. Због тога је кренуо у напад у маршевском поретку двоструке колоне према југоистоку.
Откривши присуство британске флоте по топовским хицима са њених извиђачких бродова али због магле у немогућности да има преглед ситуације око себе, адмирал де Кордова је наредио постројавање бродова у борбени поредак тројне колоне, не би ли тако појачао своју одбрану по дубини мислећи да се адмирал Џарвиса неће усусдити да нападне са својих 15 бродова шпанских 27. У 08:00 часова угледао је британску флоту и одмах је послао два брода у извиђање. Када се сумаглица око 10:00 часова подигла установио је да око себе има 17 линисјких бродова од чега пет под командом Хуана де Морена који је удаљио око два до три километра а да Британци, који су пловили од севера према југу имају 15 линисјких бродова, те да је заправо предност изненађења на његовој страни.
Пошто се престројио у борбени поредак колоне, адмирал Џарвис је у 11:00 часова узео курс ка међупростору између шпанске главнине снага и бродова који су били у извиђању под командом де Морена. Ради тога адмирал Џарвис је намеравао да уђе у простор између ове две групе шпанских бродова и ради тога је британска ескадра која је у свом маршевском поретку возила у две паралелне линије бразде одмах престројена у једну линију. Овај маневар је изведен одлично и британска ескадра је возећи у узорном реду упловила између обе прилично неуредне гомиле шпанских бродова.
У покушају да постигне барем бројчану надмоћ и избегне британски маневар за продор, адмирал де Кордова је наредио сједињавање бродова и окрет према северу али је било прекасно за то. Одлучивши се да нападне главни део шпанске флоте, адмирал Џарвис је у 11:30 часова наредио да се подигне заставни сигнал за скретање читаве линије бразде надесно.
Међутим, док је британски адмиралски брод још развијао овај сигнал челни британски брод „Калоден” под командом конртаадмирала сер Томаса Траубриџа већ је сам започео маневар скретања јер је његов заповедник погодио унапред намере свог адмирала и отворио је ватру на шпанску главнину снага чиме је само још више повећао забуну већ насталу у шпанској формацији погрешним читањем сигналних застава. адмирал Џарвис се одлучио за најефикаснију али и најтежу варијанту напада - контрамарш и појединачни удари на раздвојене делове. Стигавши челом својих снага до шпанског зачеља, око 12:00 часова наредио је окрет у противкурс. При томе је његов челни брод био заношен услед оштећења кормила, а де Морено се са својих седам бродова упутио ка његовом командом броду управо у тренутку док је британски брод покушавао да се извуче из овако опасне ситуације. Уместо да отпадањем од ветра и борбом у мешавини паралише тактичку предност адмирала Џарвиса и искористи своју бројчану надмоћ од 23 према 15 бродова, адмирал де Кордова је продужио ка северу. Након неуспешног напада и де Морено је продужио ка северу да заштити зачеље. Услед прекасног преласка у противкурс и дугог маневра, шпанско чело је већ толико одмакло да је изгледало да ће адмирал де Кордова успети да се повуче. Адмирал Џарвис је на то у 12:51 час наредио да сваки брод заузме најпогоднији положај и ступи у борбу чим стигне на домет својих топова.
Командант трећег брода са зачеља, брода „Кептен”, тада комодор Хорејшио Нелсон потпуно супротно постојећим борбеним инструкцијама, изашао је из строја и кренуо у напад на центар шпанске флоте да би јој спречио одступање. Наиме, он је приметио да је главнина шпанске флоте почела је да скреће око зачеља британске линије бразде са намером да се сједини да другом, слабијом групом, шпанских бродова. Да су у тој намери Шпанци успели онемогући ли би намеру адмирала Џарвиса борбе по одвојенаим деловима. Мањи део шпанских бродова који је био одсечен од своје главнине услед британског продора у првој фази битке покушао је да изврши напад на британску линију са друге стране, али је био одбијен врло јаком и тачном ватром британских бродова. У овој ситуације може изгледати практично бесмислен маневар који извео комодор Нелсон, али баш тај потез доказује сигурност коју је имао Нелсон због јединственог погледа у британској ескадри, јер је био уверен да ће му команданти осталих бродова који су такође били добро упознати са науком ратне вештине одмах прискочити у помоћ.
Одустајући на крају од сједињења са де Мореном, адмирал де Кордова је окренуо поново у ветар. Покушај главнине шпанске флоте да заобиђе британско зачеље и да се сједини са том одвојеном ескадром омогућило би да ови бродови поново уђу у битку чиме би се знатно појачала ионако бројчано надмоћну флоту, али на срећу Британаца то се није десило.
Када се брод комодора Нелсона, Кептен, се из непосредне близине храбро упустио у борбу са неколико броодва на челу шпанске ескадре, адмирал Џарвис је наредио последњем борбу у свом поретку „Екселенту” под командом капетана сер Катберта Колингвуда и челном броду своје ескадре, „Калодену” под командом конртаадмирала сер Траубриџа се придруже и помогну комодору Нелсону, а и сам је са осталим бродовима у строју кренуо у помоћ. Но, и поред упућене помоћи и подршке Нелсон се убрзо нашао у тешком положају под ватром неколико шпанских бродова са оштећеним јарболима и покиданим једрима, са превише угрејаним топовима услед брзе паљбе што је довело и до недостатка муниције. У тим тренуцима брод Екселенту под командом капетана сер Колингвуда стаје између Нелсоновог брода Кептен и шпанског линијског брода „Сан Николас”. Овај шпански брод је био најопаснији противник „Кептена” и сер Колингвуд одлучије да га трупом „Екселента” заклони. „Екселент” тада из непосредне близине испаљује у шпански брод пун бочни плотун, услед чега је „Сан Николас” нагло скренуо на лево и сударио се са суседним бродом „Сан Хозе”. Тада капетан сер Колингвуд опет исказује сјајан пример племенитог другарства јер је увидевши да се комодора Нелсон извукао из шкрипца да не би умањио његов учинак повукао се опет назад на своје место у поретку британске ескадре.
Нелсон је успешно искористио пометњу која је настала поменутим сударом линијских бродова на челу шпанске флоте и извршио абордажу и успео је да заузме четири линијска брода, међу њима и командни брод адмирал де Кордове. Де Морено је успео да заштити одступање преосталих шпанских бродова ~ њих 20 и да се сам повуче.

## Последице битке
Битка код рта Свети Винсент 1797. године ушла је у историју британске флоте као један од њених највећих успеха и најславнијих победа. Она је доказала како се велики успеси и снажна флота постижу ако што се ефективно користе знања науке о ратној вештини на мору. Баш због тога није случајно да је баш овo раздобље дало најсјајније успехе бритаснској флоти у којој је она стално побеђивала јаче противнике и у коме она бележи своје најславније битке и најпознатије људе.
Шпанска флота је била поражена иако је била скоро двоструко јача ~ 2286 топова према 1232 британска топа. Шпански губици износили су 404 мртва и 1089 рањена, а бритаснки 73 мртва и 227 рањених. Адмирал де Кордове је до поподнева 15. фебруара прикупио бродове и кренуо за Кадиз, а Адмирал Џарвис, имајући и сам доста оштећених бродова, запалио је заплењене бродове и отпловио за Лагос.
Јединство погледа игра веома значајну улогу, јер појачава снагу флоте чији сви делови раде потпуно уједначено, а то главном заповеднику даје сигурност пуног залагања и личне иницијативе у складу са заједничком доктрином. Маневар конртаадмирала сер Томаса Траубриџа којим је унапред погодио маневар свог команданта доказује да је код британског командом особља постојало потпуно јединство погледа на вођење борбе, или тзв. „јединство доктрине”.
Ова победа знатно је утицала на спречавање инвазије Британског острва и на њен продор у колоније.
Успех ове победе последице су великог рада адмирала Џона Џарвиса који је код особља британске флоте развио онај узорни дух крајње активности, личне иницијативе, поштовања и одржавања науке ратне вештине на мору, тачније реалне процене ситуације, јединства погледа на вођење операција, офанзиван став и узајамана потпомагања.
Тако је британска морнарица дала такво особље са којима ни једно а нарочито командно особље у читавој поморској историји тешко може поредити.